# Школа-семилетка в Родниках
Школа-семилетка в Родниках — школа, построенная в Родниках по проекту ивановского архитектора С. К. Жука в 1929—1930 годах. Расположена по адресу: ул. Ленина, 10/6.
Принадлежит к наиболее интересной для города группе памятников советского времени, выполненных в формах конструктивизма.

## История
Во второй половине 1920-х — начале 1930-х при осуществлении нового архитектурного оформления площади Родников, бывшая Базарная площадь и улица Красная объединяются в единое протяженное пространство площади Ленина. Вокруг юго-восточной половины площади возникает комплекс крупных сооружений в формах конструктивизма. На юго-западной стороне площади, недалеко от одного из дореволюционных училищ в 1928—1930 гг. по проекту ивановского архитектора-художника С. К. Жука строятся школа-ФЗУ и школа-семилетка. Примечательно, что в двух рядом стоящих учебных заведениях автор использует разную художественную стилистику. Так, школа-семилетка имеет конструктивистские формы, тогда как рядом стоящая школа-ФЗУ исполнена в формах авангардной архитектуры, соединённых с мотивами промышленного зодчества.
В конце 20-х годов на проектирование школьных зданий влияла новая лабораторно-бригадная система преподавания, установленная Наркомпросом РСФСР в 1928 г. и рекомендованная Первым Всероссийским совещанием по школьному строительству. По этой системе учебный процесс перемещался из классов в кабинеты, лаборатории и производственные мастерские. Учащиеся классов разделялись на несколько бригад, в которых учебные задания выполнялись всем коллективом.

## Архитектура
Стены первоначально кирпичного здания оштукатурены и окрашены под бетон. Школа представляет собой П-образное в плане сооружение, покрытое пологой скатной кровлей. Такая планировка была характерна для типовых проектов школ 1920-х, в частности в Ивановской области (например, Типовой проект школы им. Десятилетия Октября). Архитектурная выразительность основана на подчеркнутом геометризме объёмов, акценте на конструкции здания. Важную роль в декоре играл контраст гладко окрашенных участков стен и оставленной кирпичной кладки в межоконных проемах. Последние образуют на фасадах широкие горизонтальные полосы, включающие оконные проемы, что позволяло создать эффект ленточного остекления. Характерно использование крупных окон с мелкой расстекловкой рам. Фасады имеют асимметричную композицию. Вход, размещенный на правом фланге главного фасада, выделен слабо вынесенным узким ризалитом лестничной клетки, поднимающимся над уровнем кровли.
В здании школы-семилетки, включавшем классы, спортзал, общежитие и другие помещения, использована коридорная система планировки. Во второй половине 1920-х в связи с ускоренной индустриализацией перед школой была поставлена задача внедрить в процесс обучения основы технических дисциплин и производственного труда. А поэтому в структуру школьного здания часто включались мастерские и лаборатории.
Со стороны главного фасада на стене лестничной клетки была выполнена рельефная надпись, выделенная красной краской — «ШКОЛА», а на аттиковой стенке, которой завершается лестничная клетка — звезда. Со стороны Народной улицы и площади Ленина помещена датировка постройки: 1929—1930 года.